# 조지 코
조지 코(George Coe, 1929년 5월 10일 ~ 2015년 7월 18일)는 미국의 영화 제작자, 배우, 영화 감독, 성우이다.
자메이카에서 태어났으며 샌타모니카에서 사망하였다. 사인은 질병이다.

## 작품 목록
- 아처 (2009년)
- 퍼니 피플 (2009년)
- 빅 에덴 (2000년)
- 루머 오브 엔젤 (2000년)
- 오메가 코드 (1999년)
- 워킹 (1997년)
- 닉 앤 제인 (1997년)
- 마이티 덕 (1992년)
- 다니엘 스틸 - 사랑의 변주곡 (1990년)
- 또 다른 탄생 (1989년)
- 밀애 (1989년)
- 형사 코작 (1989년)
- 그대가 떠난 빈자리 (1989년)
- 돌아오지 않는 KAL 007 (1988, Shootdown)
- 베스트 셀러 (1987년)
- 데이트 소동 (1987년) - 해리 그루엔 역
- 컴퓨터 인간 맥스 (1987년)
- 성공 전선 이상 없다 (1986년)
- 레모 (1985년)
- 하우스 오브 굿 (1984년)
- 하나를 위한 삼중주 (1984년)
- 회상 속의 연인 (1982년)
- 비상 착륙 (1981년)
- 격정의 프라하 (1981년)
- 심령의 공포 (1981년)
- 죽음의 그림자 (1980년)
- 프랑스 연인들 (1979년)
- 크레이머 대 크레이머 (1979년) - 짐 오코너 역
- 스텝포드 와이브스 (1975년)

### 텔레비전
- 스타 워즈: 클론 전쟁 - 시리즈 (2008년)
- LA 로 (1986년)
- 달라스 (1978년)
- 웨스트 윙 시즌1 (1999년)
- 새터데이 나잇 라이브 (1975년)
- 미녀 첩보원 (1986, Scarecrow and Mrs. King)